# Scopula oedocnemis
Scopula oedocnemis är en fjärilsart som beskrevs av Louis Beethoven Prout 1926. Scopula oedocnemis ingår i släktet Scopula och familjen mätare. Inga underarter finns listade.